# Le Verrier (kráter na Měsíci)

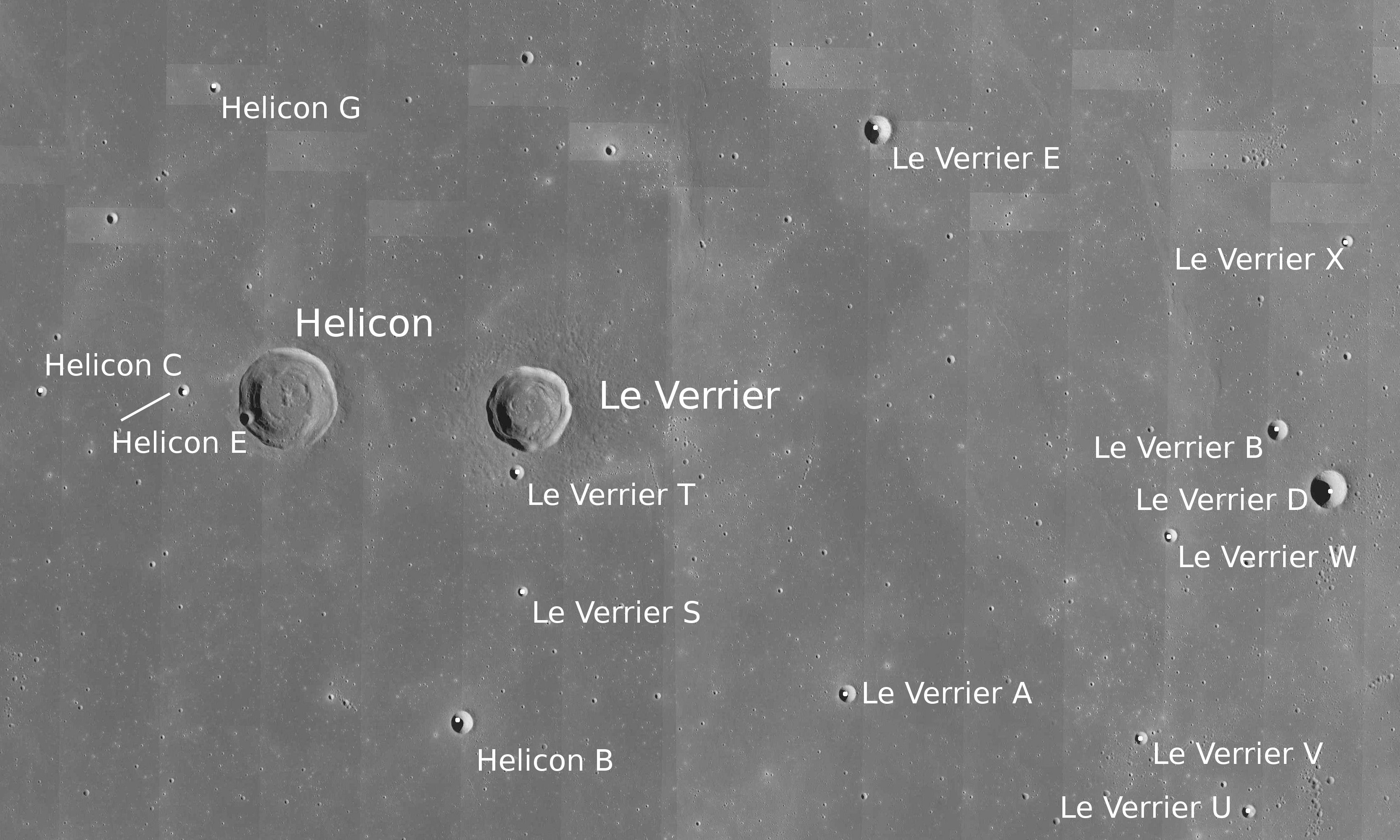
Krátery Helicon a Le Verrier.

Le Verrier je měsíční impaktní kráter nacházející se v severní části Mare Imbrium (Moře dešťů) na přivrácené straně Měsíce. Má průměr 20 km a je hluboký 2,1 km, pojmenován je podle francouzského matematika a astronoma Urbaina Jeana Josepha Le Verriera.
Západně se v jeho blízkosti nachází jen o málo větší kráter Helicon, severozápadně leží oblast Sinus Iridum (Záliv duhy).

## Satelitní krátery
V okolí se nachází několik sekundárních kráterů. Ty byly označeny podle zavedených zvyklostí jménem hlavního kráteru a velkým písmenem abecedy.
| Le Verrier | Sel. šířka | Sel. délka | Průměr |
| ---------- | ---------- | ---------- | ------ |
| A          | 38.1° S    | 17.3° Z    | 4 km   |
| B          | 40.1° S    | 12.9° Z    | 5 km   |
| D          | 39.7° S    | 12.3° Z    | 9 km   |
| E          | 42.4° S    | 16.9° Z    | 7 km   |
| S          | 38.9° S    | 20.6° Z    | 3 km   |
| T          | 39.8° S    | 20.7° Z    | 4 km   |
| U          | 37.2° S    | 13.1° Z    | 4 km   |
| V          | 37.8° S    | 14.2° Z    | 3 km   |
| W          | 39.4° S    | 13.9° Z    | 3 km   |
| X          | 41.6° S    | 12.1° Z    | 3 km   |